# Dutlwe
Dutlwe est une ville du Botswana.